# 夏卡·康
伊薇特·玛丽·史蒂文斯（英語：Yvette Marie Stevens；1953年3月23日—），艺名为夏卡·康（Chaka Khan，/ˈʃɑːkə ˈkɑːn/，SHAH-kə KAHN），是一位美国歌手和作曲家，在1970年代开始出名。1973年至1978年是鲁弗斯（Rufus）乐队的成员。其主要作品有《Tell Me Something Good》、《Sweet Thing》、《Ain't Nobody》、《I'm Every Woman》、《I Feel for You》和《Through the Fire》。她曾10次获得格莱美奖。